# 상황봉
상황봉(象皇峰)은 전라남도 완도군의 주도인 완도섬의 중앙에 위치하고 완도읍과 군외면의 경계에 있는 산이다.

## 개요
완도의 진산인 상황봉(象皇峰)은 완도의 크고 작은섬을 거느리며 노령의 마지막에 우뚝 솟은 오봉산의 중심봉우리이다.
정상에 오르면 동·서·남 삼면으로 아름다운 다도해가 한눈에 내려다 보이고 북쪽으로는 굵직한 산줄기가 육지를 향해 힘차게 뻗어 있다. 북쪽으로부터 숙승봉(461m), 업진봉(544m), 백운봉(600m), 상황봉, 쉼봉(598m)의 5개 봉우리가 일렬로 솟아있는 오봉산 중 가장 높이 솟은 봉이 상황봉이다. 상황봉 일대의 수림은 가시나무, 동백나무, 후백나무 등 난대림이 주종을 이루어 울창한 숲을 이루고 있다. 

## 등산 코스
- 제1코스(6.2Km): 대구리 마을 표지석 - 쉼봉(심봉) - 상황봉 - 관음사지 - 상여바위 - 건드렁바위 - 대야저수지(에덴농원)
- 제2코스(11.3Km): 죽청리LPG충전소 - 헬기장 - 삼빗재 - 하느재 - 상황봉 - 백운봉 - 송곳바위 - 대야 제2저수지
- 제3코스(9Km): 원불교수련장 - 숙승봉 - 업진봉 - 백운봉 - 상황봉 - 쉼봉(심봉) - 화흥초등학교